# Ácido diclorofosfórico
Ácido diclorofosfórico ou ácido fosforodiclorídrico é o composto inorgânico intermediário metaestável de fórmula molecular POCl2OH que forma-se em determinadas reações envolvendo o oxicloreto de fósforo (POCl3).
Ekkehard Fluck, John R. Van Wazer e Leo C. D. Groenweghe produziram este ácido através de duas reações:
{\displaystyle P_{4}O_{10}+6H_{2}O+8Cl_{3}PO\to 12(HO)Cl_{2}PO\,} (3)
{\displaystyle P_{4}O_{10}+6PCl_{5}+5(HO)_{3}PO\to 15(HO)Cl_{2}PO\,} (4)
e aquecendo a mistura a 230o em um vaso fechado por 72 horas. Na mistura final, 93% +/- 3% do fósforo ocorria sob a forma do ácido diclorofosfórico, sendo o restante na forma de fosfatos condensados, principalmente cloreto de pirofosforila. Nesta mistura, a densidade do ácido foi estimada como 1,77 g/cm3 a 25oC (outros estudos indicam uma densidade de 1,6878), e a pressão de vapor foi de 17 mmHg, diferente da pressão de vapor do tricloreto de fosforila (POCl3), de 40 mmHg. O ácido é miscível com água, e hidroliza lentamente. Ele também é solúvel em álcool, mas reage, provavelmente produzindo o ortofosfato de dietila.